# Marienbad
|  | No s'ha de confondre amb Nim. |

El nim és un joc matemàtic d'estratègia, jugat per torns entre dos jugadors que agafen (treuen) objectes de diferents pilons. A cada torn, un jugador ha d'agafar com a mínim un objecte d'un piló, i en pot treure qualsevol número fins al màxim existent, però tots del mateix piló. Guanya el jugador que pot agafar l'últim objecte.
Versió Marienbad: Perd el jugador que es veu obligat a agafar l'últim objecte. La pel·lícula va inspirar una breu bogeria per la variació de Nim jugada pels personatges.

## Descripció
En aquest joc, dos jugadors que anomenarem Pere i Pau, col·loquen un nombre arbitrari de fitxes (llumins, escuradents, cartes, etc...) sobre una superfície, separades en files o grups. Tant el nombre de files com el nombre de fitxes en cada fila són també arbitraris. El primer jugador, suposem que és en Pere, agafa qualsevol nombre de fitxes d'una fila, entre un i el total de la fila, però només d'una fila. El jugador Pau fa la seva jugada de manera similar, retirant alguns de les fitxes que queden, i els jugadors van alternant-se en les seves jugades. Es pot jugar de manera que guanyi el que retiri l'última fitxa, que és la manera més fàcil, o la "manera misèria" en el qual perdria el que retiri l'última fitxa.
Aquest joc ha estat objecte de profundes anàlisis en el camp de la teoria de jocs i la matemàtica combinatòria.

## Variants
Existeixen variants més simples de jugar o d'entendre, que fins i tot hi poden jugar nens petits:
- Els dos jugadors col·loquen en la superfície de joc 16 fitxes. Cada jugador retira, en el seu torn, una o dues fitxes del munt. Guanya el joc qui aconsegueix agafar l'última fitxa.

Estratègia guanyadora: El que s'ha de fer per guanyar és deixar sempre a l'altre jugador un nombre de fitxes que sigui múltiple de 3. Atès que el nombre de fitxes que hi ha disponibles inicialment (16) no és múltiple de 3, el jugador Pere en començar ha de deixar 15 fitxes (15=3·5). A partir d'aquest moment, en Pere ha d'agafar un nombre de fitxes contrari al que agafi el jugador Pau (si en Pau n'agafa 1, en Pere n'ha d'agafar 2, i viceversa).